# Donnas
Donnas – miejscowość i gmina we Włoszech, w regionie Dolina Aosty.
Według danych na styczeń 2009 gminę zamieszkiwało 2701 osób przy gęstości zaludnienia 78,9 os./1 km².